# Bahnhof Grauhof
Bahnhof Grauhof bezeichnete zwei getrennte Betriebsstellen in Goslar-Hahndorf, Landkreis Goslar, an den Bahnstrecken Vienenburg – Langelsheim (Bahnhof Grauhof Gbf) und Hildesheim – Goslar (Bahnhof Grauhof Pbf).

## Geschichte
Der Bahnhof Grauhof Gbf wurde an der Bahnstrecke Vienenburg–Langelsheim als Trennungsbahnhof für die Bahnstrecke aus dem Bahnhof Vienenburg zu den Bahnhöfen Langelsheim und Ringelheim errichtet. Grauhof Gbf wurde bis zum Jahr 1883 durch den Personenverkehr bedient, als die Bahnstrecke Hildesheim–Goslar südlich von Grauhof vollendet und der Personenverkehr auf der Bahnstrecke Vienenburg–Langelsheim eingestellt wurde. Für den Personenverkehr wurde der Haltepunkt Grauhof Pbf an der Bahnstrecke Hildesheim–Goslar gebaut.
Der Bahnhof Grauhof Gbf bestand Mitte des 20. Jahrhunderts aus über 15 parallel verlaufenden Gleisen, davon 11 Zustellungsgleise mit einer Abfertigung von täglich bis zu 400 Waggons während des Zweiten Weltkrieges. Die Strecke Grauhof – Vienenburg wurde am 24. Oktober 1956 stillgelegt. Im Juni 1983 wurden letzte Gleisreste des Bahnhofs Grauhof Gbf abgerissen. Der Personenbahnhof wurde zum 27. Mai 1978 stillgelegt, Bahnsteige existieren nicht mehr. Am Bahnhof Grauhof Pbf zweigte ein Gleis zur Bahnstrecke Langelsheim–Vienenburg in Richtung Vienenburg ab.
In Grauhof existiert das 1906 errichtete Stellwerk Gof der Bauart Jüdel, welches vor 1985 außer Betrieb genommen wurde. Das baufällige Gebäude steht heute unter Denkmalschutz.
Die Strecke zwischen dem stillgelegten Bahnhof Grauhof Gbf und der Bahnstrecke in Richtung Goslar wurde bis Ende der 1990er-Jahre als Industrieanschluss genutzt.

## Nächste Stationen
- Richtung Hildesheim/Braunschweig: Bahnhof Dörnten
- Richtung Bad Harzburg: Bahnhof Goslar
- Richtung Langelsheim: Bahnhof Langelsheim
- Richtung Vienenburg: Bahnhof Vienenburg